# Кпелле
Кпе́лле (англ. Kpelle, фр. Guerzé) — народ в Западной Африке.
Народность кпелле принадлежит к языковой подгруппе манде группы нигер-конго. Для языка кпелле в 1930-е годы была разработана своя письменность (кпелле), однако сейчас применяется латинский шрифт. В настоящее время кпелле насчитывается около 1 миллиона человек, из которых приблизительно 65 % проживают в Либерии (южные кпелле), а остальные — в Гвинее (северные, или французские кпелле). На 1985 год в Либерии жило 430 тысяч кпелле, в Гвинее — 240 тысяч.
В Либерии кпелле, называемые также кессе, обитают во внутренних районах страны, в междуречье Сент-Пола и Сент-Джона. Гвинейские кпелле (или герзе) живут на юго-востоке Гвинеи (в Лесной Гвинее), по границе с Либерией.

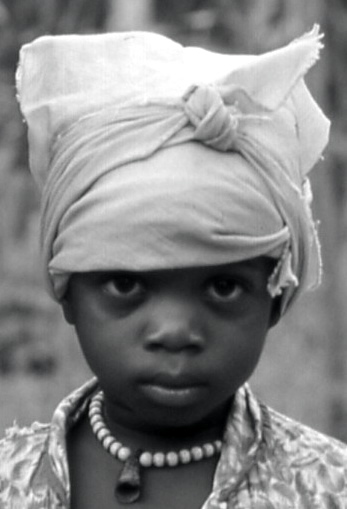
Девочка кпелле

Главными сельскохозяйственными культурами этого народа являются рис и маниок. Кроме этого, кпелле занимаются охотой, рыболовством и собирательством. Скотоводство развито слабо. Развиты ремесленные профессии. В последнее время у кпелле также прививаются такие культуры, как сахарный тростник, кофе и какао. Многие кпелле занимаются отходничеством, нанимаясь рабочими на каучуковые плантации и рудники.
По вероисповеданию кпелле в Либерии в значительной степени исповедуют христианство. Есть также небольшие группки мусульман, остальные — анимисты. В Гвинее кпелле в своём большинстве исповедуют традиционные африканские религии.